# Kunstweg am Reichenbach
Der Kunstweg am Reichenbach ist ein Skulpturenweg bei Gernsbach im Nordschwarzwald. Er verläuft über 3,2 km durch das Naturschutzgebiet Hilpertsau und das Landschaftsschutzgebiet Mittleres Murgtal zwischen den Gernsbacher Stadtteilen Hilpertsau und Reichental. Der Reichenbach fließt durch ein tief in den Forbachgranit des Schwarzwälder Grundgebirges eingeschnittenes Tal und mündet in Hilpertsau in die Murg. Über den Kunstweg verläuft der Mehrtages-Rundwanderweg Gernsbacher Runde.

## Projektbeschreibung
Das Projekt wurde 2004 vom Bildhauer Rüdiger Seidt und Jürgen Dieskau initiiert und es folgte die Gründung des gemeinnützigen Vereins Kunstweg am Reichenbach e. V. Die Werke sind Leihgaben der Künstler.
Wurden in den Jahren 2004 und 2005 noch erste Ausstellungen und Entwürfe präsentiert, so wurden ab 2006 erste Skulpturen am Kunstweg aufgestellt. Sie haben Bezug zur natürlichen Umgebung und verändern sich durch Witterungseinflüsse. Durch den Abbau einzelner Werke und die Aufstellung neuer Werke ist der Kunstweg am Reichenbach ein Spiegel unterschiedlicher, zeitgenössischer Kunstströmungen. Das Spektrum reicht von figurativen Skulpturen bis hin zu abstrakten Plastiken und Werken der Land Art. In ehemaligen Heuhütten, sogenannten Malerhütten hängen auch Bilder.

## Präsente Künstler und Werke
| Name                            | Titel                                                 | entstanden   | Status            | installiert |
| ------------------------------- | ----------------------------------------------------- | ------------ | ----------------- | ----------- |
| Hiromi Akiyama                  | Drei Kubikmeter, halbiert                             | 1986         | Leihgabe          | seit 2013   |
| Gerda Bier                      | Großer Seelenturm                                     | 2006         | Leihgabe          | seit 2014   |
| Rolf Bodenseh                   | 2*Stuhl – 5 unterschiedliche Positionen               |              | Leihgabe          | seit 2006   |
| Diethard Blaudzun               | Wasserspiegel                                         |              | Leihgabe          | seit 2009   |
| Diethard Blaudzun               | Nest der fliegenden Fische                            |              | Leihgabe          | seit 2010   |
| Silke Brösskamp mit Dagmar Hugk | zerbrochenes Glas                                     | 2007         | in Malerhütte     | seit 2014   |
| Josef Bücheler                  | Glockenbaum                                           |              | Dauerinstallation | seit 2007   |
| Bettina Bürkle                  | Floor Pieces                                          | 2002/06      | Leihgabe          | seit 2013   |
| Carine Doerflinger              | Au gré du vent                                        | 2013         | Leihgabe          | seit 2013   |
| Christian Ertel                 | 7000 Kupfernägel                                      | 2014/15      | Dauerinstallation | seit 2015   |
| Hans Michael Franke             | o. T.                                                 | 1992         | Leihgabe          | seit 2013   |
| Friedemann Grieshaber           | Badehaus                                              | 2008         | Leihgabe          | seit 2015   |
| Uli Gsell                       | Murg                                                  |              | Leihgabe          | seit 2007   |
| F. Jörg Haberland               | natura morta                                          | 2008/2013    | Leihgabe          | seit 2013   |
| Barbara Hindahl                 | Palette / En Passant 4                                | 2015         | Dauerinstallation | seit 2015   |
| Dagmar Hugk mit Silke Brösskamp | zerbrochenes Glas                                     | 2007         | in Malerhütte     | seit 2014   |
| Johanna Helbling-Felix          | Insel im Reichenbach                                  |              | in Heuhütte       | seit 2007   |
| Alfonso Hüppi                   | Zwei Figuren                                          | 2009         | Leihgabe          | seit 2009   |
| Klaus Illi                      | Himmelsleitern                                        | 2014         | Leihgabe          | seit 2014   |
| Otto Jägersberger               | ohne Titel                                            | 1990–2010    | Leihgabe          | seit 2010   |
| Leo Kornbrust                   | Schwarzwaldgranit                                     | 2009         | Leihgabe          | seit 2015   |
| Pat Kramer                      | Ich geh Kapelle                                       | 2015         | in Heuhütte       | seit 2015   |
| Nina Laaf                       | Lackierung-Faltung-Crash´2                            | 2016         | Leihgabe          | seit 2016   |
| David D. Lauer                  | Daimon III                                            | 1999         | Leihgabe          | seit 2014   |
| Philipp Morlock                 | Über das Verschwinden                                 | 2012         | Leihgabe          | seit 2012   |
| Axel F. Otterbach               | Lichtraumobjekt 1/96                                  | 1996         | Leihgabe          | seit 2015   |
| Johannes Pfeiffer               | „Flussstein“ oder „Fischen nach dem Stein der Weisen“ | 2015         | Dauerinstallation | seit 2015   |
| Christoph Poetsch               | Wegnahme                                              | 2014         | Dauerinstallation | seit 2014   |
| Werner Pokorny                  | auf/ab                                                | 2000         | Leihgabe          | seit 2006   |
| Thomas Putze                    | Ritter am Skulpturengrab                              | 2008/10      | Dauerinstallation | seit 2010   |
| Wolfgang Rempfer                | Welle                                                 | 2012         | Leihgabe          | seit 2013   |
| Karl Manfred Rennertz           | Goldene Figur                                         | 2005         | Leihgabe          | seit 2009   |
| Peter Riek                      | Zwei Eisenzeichnungen                                 | 2012         | Leihgabe          | seit 2012   |
| Gert Riel                       | Flächenspannung                                       | 2007         | Leihgabe          | seit 2009   |
| Robert Schad                    | DONN                                                  | 1991         | Leihgabe          | seit 2015   |
| Gerda Schlembach                | Hochsitze                                             | 2001         | Leihgabe          | seit 2014   |
| Rüdiger Seidt                   | vertikale Wasserlinie                                 |              | Dauerinstallation | seit 2007   |
| Rüdiger Seidt                   | Vogelhäuschen-Triptychon                              | 2010         | Leihgabe          | seit 2014   |
| Alf Setzer                      | [ sain ] – 4 Eingriffe                                |              | Dauerinstallation | seit 2010   |
| Reinhard Sigle                  | Eulen nach Athen tragen                               | 2014         | Leihgabe          | seit 2014   |
| Eckhart Steinhauser             | Tisch und Leiter (kopfüber)                           | 2008/13      |                   | seit 2013   |
| Timm Ulrichs                    | gleich und gleich                                     | 1989/99/2013 | Leihgabe          | seit 2013   |
| Voré                            | Steinschlag                                           |              | Dauerinstallation | seit 2011   |
| Willi Weiner                    | Suzanna im Bade                                       | 1993         | seit 2008         |             |
| Jo Winter                       | Großer Gleichmacher                                   | 2014         | Leihgabe          | seit 2014   |

## Weitere Künstler und Werke (Auswahl)
- Jörg Bach: ohne Titel (2000), 2007–2008
- Kassandra Becker: Die Krähe (2011), 2011–2012
- Franz Bernhard: Labiler Kopf (1995), 2010–2014
- Markus Daum: Enceinte (1993), 2012–2014
- Angela M. Flaig: Holzkreis (2006), 2012 untergegangen
- Armin Göhringer: ohne Titel (2004), 2008–2011
- Peter Hauck: ohne Titel (2003), 2007–2012
- Erich Hauser: WVZ 12/97 (1997), 2012–2014
- Josef Nadj: Wächter (2008), 2012–2014
- Herbert Mehler: WV 721 (2010), 2011–2014
- Wolfgang Müller: Diptychon (2009), 2009–2011
- Klaus Prior: Testo (2003), 2008–2011
- Rüdiger Seidt: Tetrahelix (2010), 2010–2013
- Stefan Rohrer: Attika vs. Attika[6] (2005), 2008–2011

## Galerie (Land-Art-Werke)

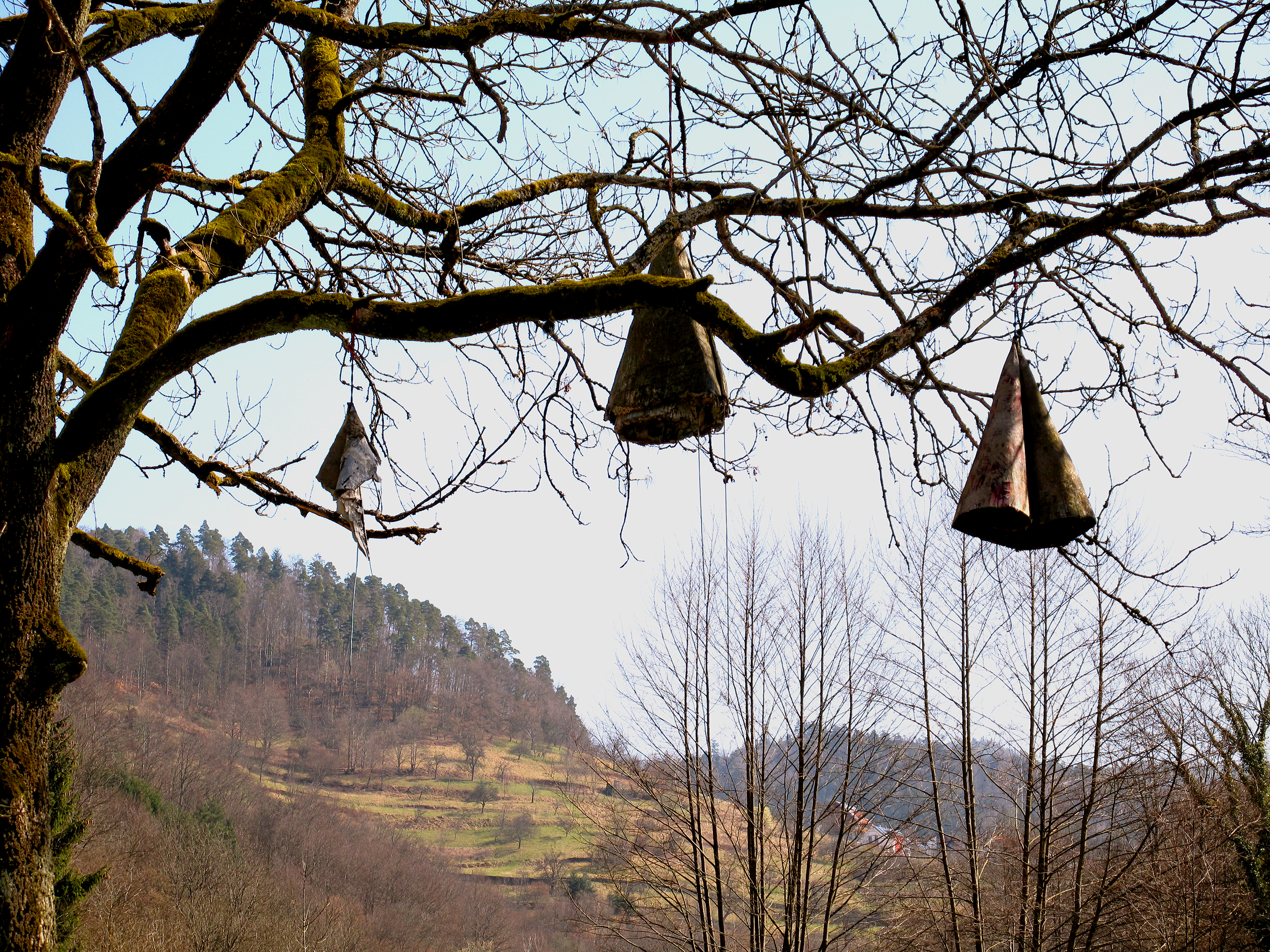
Glockenbaum, 2007
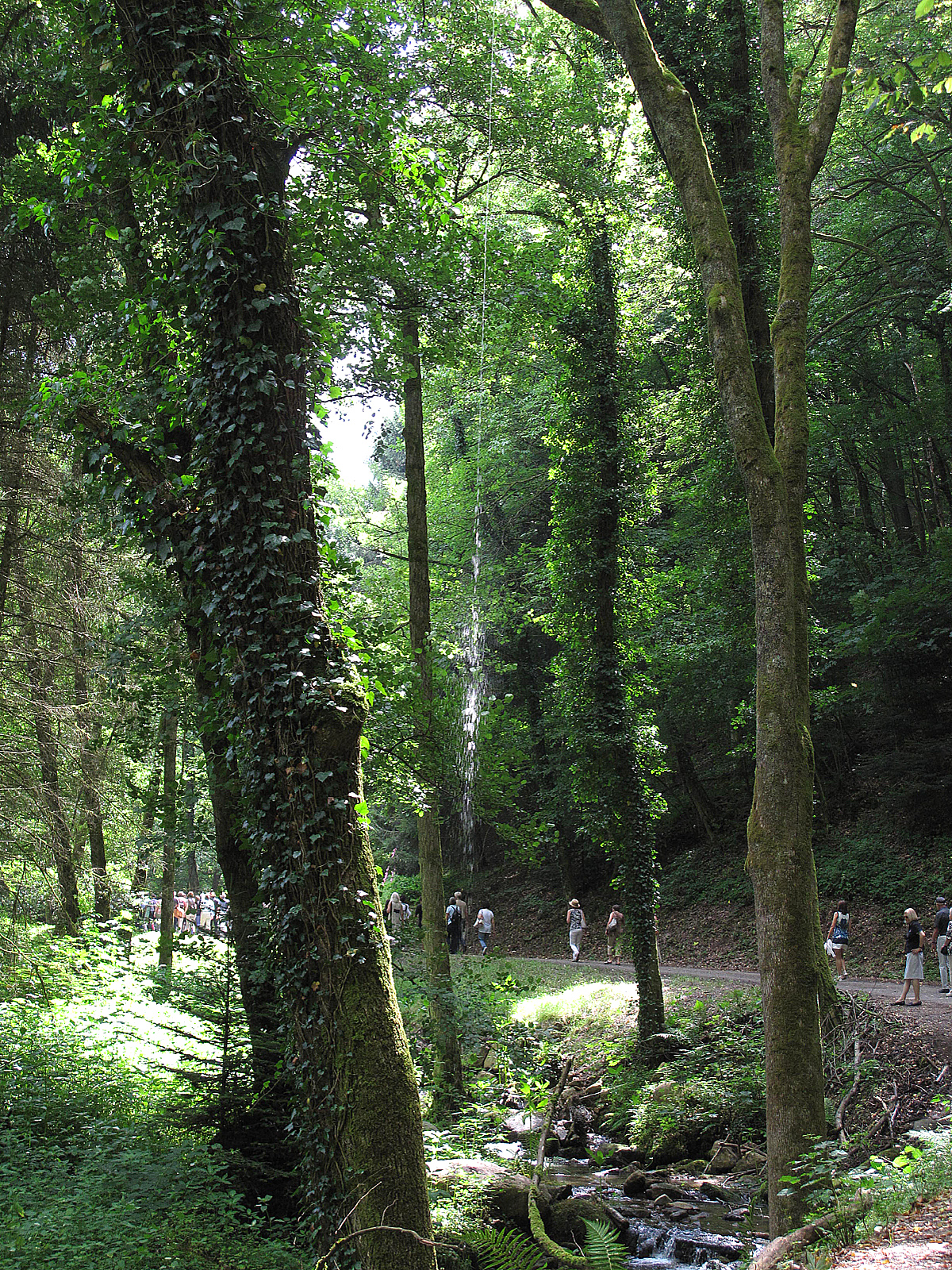
Vertikale Wasserlinie, 2007
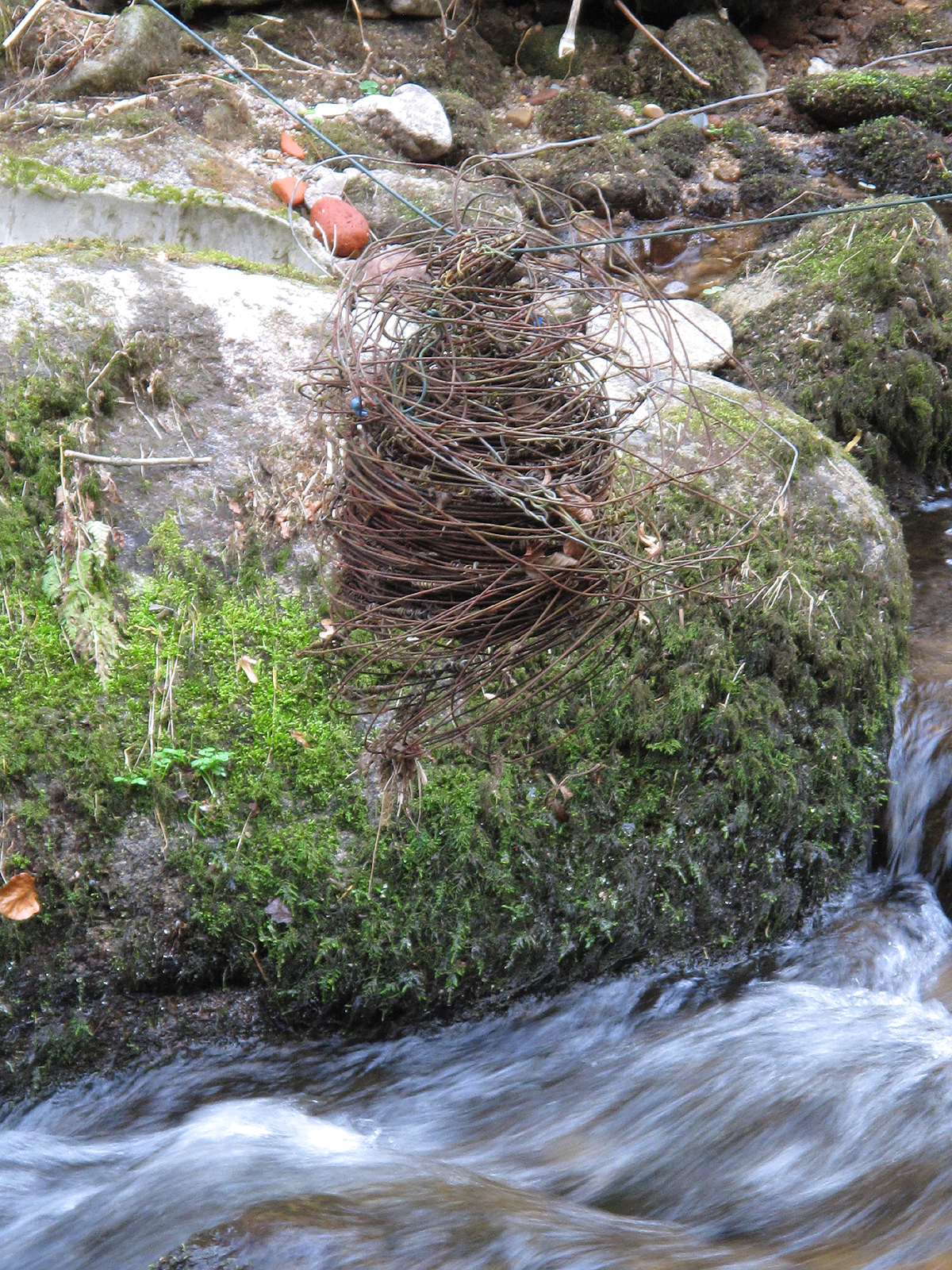
Nest der fliegenden Fische, 2010
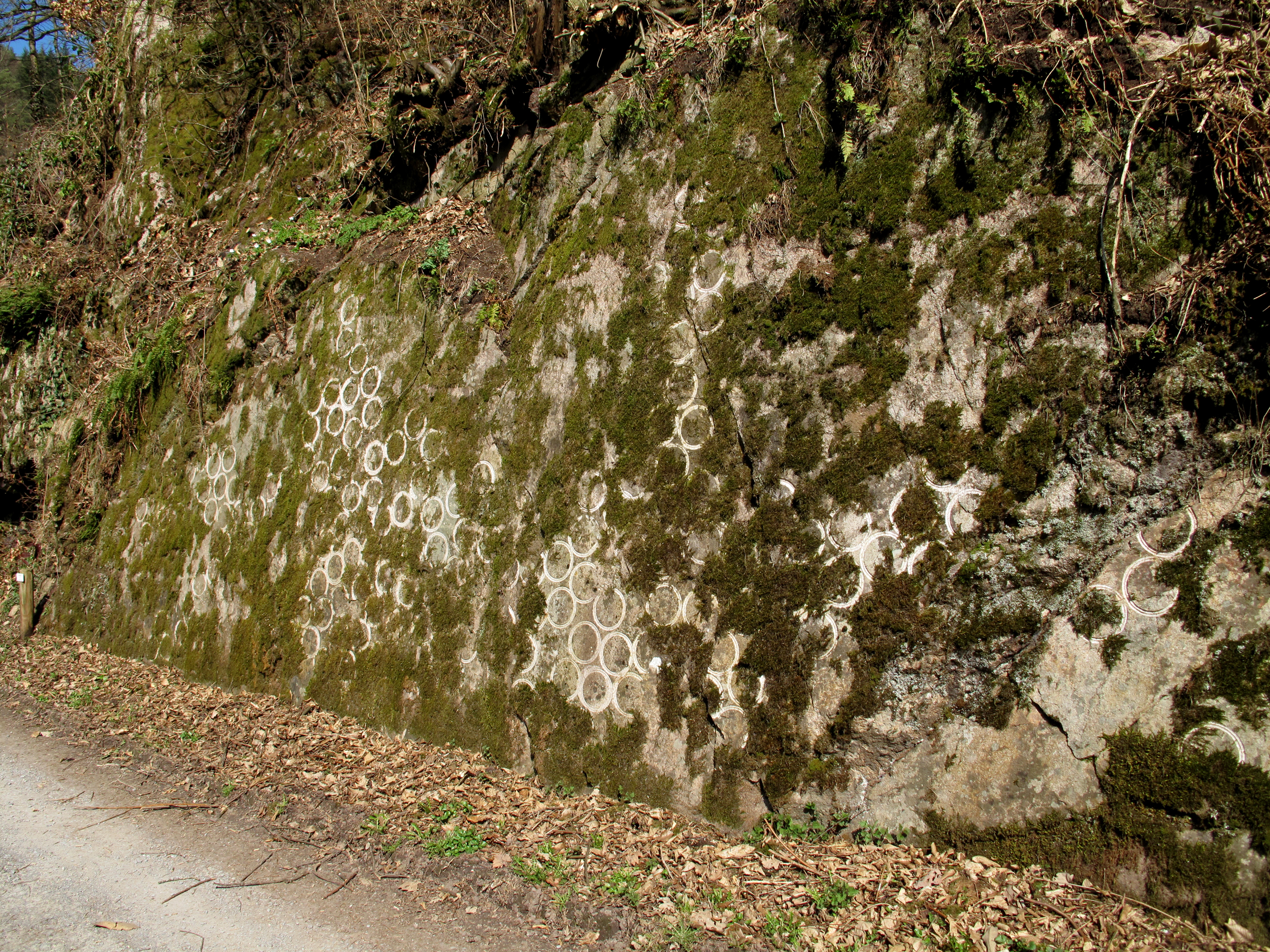
[ sain ], 2010
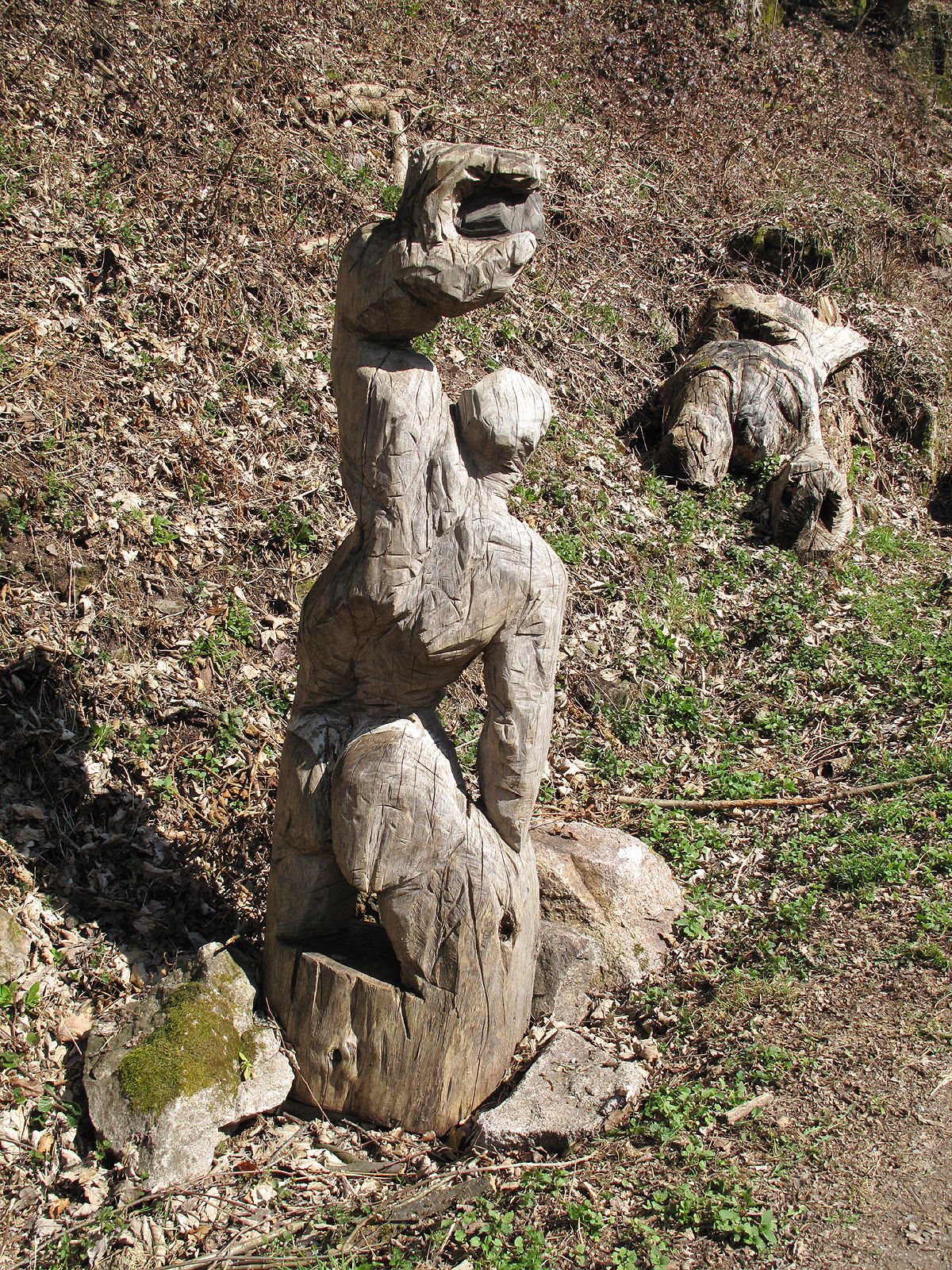
Rittergrab, 2010